# Onzième district congressionnel de l'Ohio
Le 11e district congressionnel de l'Ohio englobe des parties du comté de Cuyahoga, dans la partie nord-est de l'État, y compris l'ensemble de Cleveland. Il est représenté par la Démocrate Shontel Brown depuis 2021.
L'Ohio compte au moins onze districts congressionnels depuis le recensement de 1820. La configuration actuelle du district date du recensement de 1990, lorsque la majeure partie de l'ancien 21e district a été combinée avec des parties de l'ancien 20e district pour former le nouveau 11e district. Une grande partie d'Akron a été ajoutée au district lorsque la carte congressionnelle a été redessinée après le recensement de 2010, lorsque l'Ohio a perdu deux sièges à la Chambre des représentants. Avec un indice de vote CPVI de D+28, c'est le district le plus démocrate de l'Ohio et le district le plus démocrate du Midwest en dehors de Chicago, dans l'Illinois.
C'était l'un des nombreux districts contestés dans le cadre d'un procès intenté en 2018 visant à renverser la carte congressionnelle de l'Ohio en raison d'un gerrymandering inconstitutionnel présumé. Le procès décrit le 11e comme « une omoplate détachée avec un bras robotique » s'étendant de Cleveland à Akron.
À la suite de la démission de Marcia L. Fudge le 10 mars 2021, une élection spéciale a eu lieu, avec une primaire le 3 août et des élections générales le 2 novembre, comme l'exige la loi de l'Ohio. Shontel Brown a remporté les élections et a prêté serment le 4 novembre.

## Histoire
Le 11e district de l'ère moderne est né du redécoupage consécutif au recensement de 1990 et est entré en vigueur pour les élections de 1992. À partir de là et jusqu’en 2023, il couvrait l’est de Cleveland, y compris la plupart des quartiers à majorité noire de cette ville. De 2013 à 2023, il a couvert des parties d'Akron.
Après le départ à la retraite de Louis Stokes, qui a été redécoupé du 21e district aujourd'hui disparu au 11e redessiné et y a servi trois mandats, Stephanie Tubbs Jones a servi de 1999 au 20 août 2008, date à laquelle elle est décédée en fonction. Le Gouverneur de l'Ohio, Ted Strickland, a ordonné la tenue d'élections spéciales le 18 novembre 2008 pour remplir le mois restant du mandat de Jones. De plus, le siège était en élection lors des élections générales du 4 novembre 2008, le vainqueur de ces élections devant remplir un mandat complet commençant le 3 janvier 2009. Marcia Fudge, maire de Warrensville Heights (une banlieue de Cleveland) - a remporté les élections générales et spéciales et a prêté serment le 19 novembre 2008.
Fudge a servi huit mandats (le dernier mois du cinquième mandat de Jones, suivi de six mandats complets, puis trois mois d'un autre) lorsqu'elle a démissionné le 10 mars 2021 pour rejoindre le Cabinet du Président Joe Biden en tant que Secrétaire au Logement et Développement Urbain. En 2021, une élection spéciale a eu lieu pour pourvoir le poste vacant, que Shontel Brown, membre du conseil du Comté de Cuyahoga et Président du Parti Démocrate du Comté de Cuyahoga, a remportée.

## Historique de vote
| Année | Poste     | Résultats               |
| ----- | --------- | ----------------------- |
| 2000  | Président | Gore 79,0 % - 18,0 %    |
| 2004  | Président | Kerry 81,0 % - 18,0 %   |
| 2008  | Président | Obama 82,0 % - 17,2 %   |
| 2012  | Président | Obama 82,7 % - 16,5 %   |
| 2016  | Président | Clinton 80,5 % - 17,0 % |
| 2020  | Président | Biden 79,8 % - 19,2 %   |

## Liste des Représentants du district
| Membre                          | Parti                 | Années                           | Congrès        | Histoire électorale |
| ------------------------------- | --------------------- | -------------------------------- | -------------- | --- |
| District établit le 4 mars 1823 |                       |                                  |                | |
| John C. Wright (en)             | Républicain-Démocrate | 4 mars 1823 - 3 mars 1825        | 18e - 20e      | Élu en 1822. Réélu en 1824. Réélu en 1826. Perd sa réélection. |
| John C. Wright (en)             | Anti-Jacksonien       | 4 mars 1825 - 3 mars 1829        | 18e - 20e      | Élu en 1822. Réélu en 1824. Réélu en 1826. Perd sa réélection. |
| John M. Goodenow (en)           | Jacksonien (en)       | 4 mars 1829 - 9 avril 1930       | 21e            | Élu en 1828. Démissionne pour devenir Juge à la Cour Suprême de l'Ohio. |
| Vacant                          | Vacant                | 9 avril 1830 - 5 décembre 1830   | 21e            | |
| Humphrey H. Leavitt (en)        | Jacksonien (en)       | 6 décembre 1830 - 3 mars 1833    | 21e , 22e      | Élu pour terminer le mandat de Goodenow. Réélu en 1830. Redécoupage vers le 19e district. |
| James M. Bell (en)              | Anti-Jacksonien       | 4 mars 1833 - 3 mars 1835        | 23e            | Élu en 1832. |
| William Kennon Sr. (en)         | Jacksonien (en)       | 4 mars 1835 - 3 mars 1837        | 24e            | Élu en 1834. |
| James Alexander Jr. (en)        | Whig                  | 4 mars 1837 - 3 mars 1839        | 25e            | Élu en 1836. |
| Isaac Parrish (en)              | Démocrate             | 4 mars 1839 - 3 mars 1841        | 26e            | Élu en 1838. |
| Benjamin S. Cowen (en)          | Whig                  | 4 mars 1841 - 3 mars 1843        | 27e            | Élu en 1840. |
| Jacob Brinkerhoff (en)          | Démocrate             | 4 mars 1843 - 3 mars 1847        | 28e , 29e      | Élu en 1843. Réélu en 1844. |
| John K. Miller (en)             | Démocrate             | 4 mars 1847 - 3 mars 1851        | 30e , 31e      | Élu en 1846. Réélu en 1848. |
| George H. Busby (en)            | Démocrate             | 4 mars 1851 - 3 mars 1853        | 32e            | Élu en 1850. |
| Thomas Ritchey (en)             | Démocrate             | 4 mars 1853 - 3 mars 1855        | 33e            | Élu en 1852. |
| Valentine B. Horton (en)        | Opposition Party (en) | 4 mars 1855 - 3 mars 1857        | 34e            | Élu en 1854. Réélu en 1856. |
| Valentine B. Horton (en)        | Républicain           | 4 mars 1857 - 3 mars 1859        | 35e            | Élu en 1854. Réélu en 1856. |
| Charles D. Martin (en)          | Démocrate             | 4 mars 1859 - 3 mars 1861        | 36e            | Élu en 1858. |
| Valentine B. Horton (en)        | Républicain           | 4 mars 1861 - 3 mars 1863        | 37e            | Élu en 1860. |
| Wells A. Hutchins (en)          | Démocrate             | 4 mars 1863 - 3 mars 1865        | 38e            | Élu en 1862. |
| Hezekiah S. Bundy (en)          | Républicain           | 4 mars 1865 - 3 mars 1867        | 39e            | Élu en 1864. |
| John Thomas Wilson (en)         | Républicain           | 4 mars 1867 - 3 mars 1873        | 40e - 42e      | Élu en 1866. Réélu en 1868. Réélu en 1870. |
| Hezekiah S. Bundy (en)          | Républicain           | 4 mars 1873 - 3 mars 1875        | 43e            | Élu en 1872. |
| John L. Vance (en)              | Démocrate             | 4 mars 1875 - 3 mars 1877        | 44e            | Élu en 1874. |
| Henry S. Neal (en)              | Républicain           | 4 mars 1877 - 3 mars 1879        | 45e            | Élu en 1876. Redécoupage vers le 12e district. |
| Henry L. Dickey (en)            | Démocrate             | 4 mars 1879 - 3 mars 1881        | 46e            | Redécoupage depuis le 7e district et réélu en 1878. |
| Henry S. Neal (en)              | Républicain           | 4 mars 1881 - 3 mars 1883        | 47e            | Redécoupage depuis le 12e district et réélu en 1880. |
| John W. McCormick (en)          | Républicain           | 4 mars 1883 - 3 mars 1885        | 48e            | Élu en 1882. |
| William W. Ellsberry (en)       | Démocrate             | 4 mars 1885 - 3 mars 1887        | 49e            | Élu en 1884. |
| Albert C. Thompson (en)         | Républicain           | 4 mars 1887 - 3 mars 1891        | 50e , 51e      | Redécoupage depuis le 12e district et réélu en 1886. Réélu en 1888. |
| John M. Pattison (en)           | Démocrate             | 4 mars 1891 - 3 mars 1893        | 52e            | Élu en 1890. Perd sa réélection. |
| Charles H. Grosvenor (en)       | Républicain           | 4 mars 1893 - 3 mars 1907        | 53e - 59e      | Élu en 1892. Réélu en 1894. Réélu en 1896. Réélu en 1898. Réélu en 1900. Réélu en 1902. Réélu en 1904. |
| Albert Douglas (en)             | Républicain           | 4 mars 1907 - 3 mars 1911        | 60e , 61e      | Élu en 1906. Réélu en 1908. |
| Horatio C. Claypool (en)        | Démocrate             | 4 mars 1911 - 3 mars 1915        | 62e , 63e      | Élu en 1910. Réélu en 1912. |
| Edwin D. Ricketts (en)          | Républicain           | 4 mars 1915 - 3 mars 1917        | 64e            | Élu en 1914. |
| Horatio C. Claypool (en)        | Démocrate             | 4 mars 1917 - 3 mars 1919        | 65e            | Élu en 1916. |
| Edwin D. Ricketts (en)          | Républicain           | 4 mars 1919 - 3 mars 1923        | 66e , 67e      | Élu en 1918. Réélu en 1920. |
| Mell G. Underwood (en)          | Démocrate             | 4 mars 1923 - 10 avril 1936      | 68e - 74e      | Élu en 1922. Réélu en 1924. Réélu en 1926. Réélu en 1928. Réélu en 1930. Réélu en 1932. Réélu en 1934. Démissionne pour devenir Juge de District pour le District Sud de l'Ohio.                                                |
| Vacant                          | Vacant                | 10 avril 1936 - 3 novembre 1936  | 74e            | |
| Peter F. Hammond (en)           | Démocrate             | 3 novembre 1936 - 3 janvier 1937 | 74e            | Élu pour terminer le mandat d'Underwood. Retrait. |
| Harold K. Claypool              | Démocrate             | 3 janvier 1937 - 3 janvier 1943  | 75e - 77e      | Élu en 1936. Réélu en 1938. Réélu en 1940. Perd sa réélection. |
| Walter E. Brehm (en)            | Républicain           | 3 janvier 1943 - 3 janvier 1953  | 78e - 82e      | Élu en 1942. Réélu en 1944. Réélu en 1946. Réélu en 1948. Réélu en 1950. Retrait. |
| Oliver P. Bolton (en)           | Républicain           | 3 janvier 1953 - 3 janvier 1957  | 83e , 84e      | Élu en 1952. Réélu en 1954. Retrait. |
| David S. Dennison (en)          | Républicain           | 3 janvier 1957 - 3 janvier 1959  | 85e            | Élu en 1956. Perd sa réélection. |
| Robert E. Cook (en)             | Démocrate             | 3 janvier 1959 - 3 janvier 1963  | 86e , 87e      | Élu en 1958. Réélu en 1960. Perd sa réélection. |
| Oliver P. Bolton (en)           | Républicain           | 3 janvier 1963 - 3 janvier 1965  | 88e            | Élu en 1962. Redécoupage depuis le district at-large et perd sa réélection. |
| J. William Stanton (en)         | Républicain           | 3 janvier 1965 - 3 janvier 1983  | 89e - 97e      | Élu en 1964. Réélu en 1966. Réélu en 1968. Réélu en 1970. Réélu en 1972. Réélu en 1974. Réélu en 1976. Réélu en 1978. Réélu en 1980. Retrait.                                                                                   |
| Dennis E. Eckart (en)           | Démocrate             | 3 janvier 1983 - 3 janvier 1993  | 98e - 102e     | Redécoupage depuis le 22e district et réélu en 1982. Réélu en 1984. Réélu en 1986. Réélu en 1988. Réélu en 1990. Retrait. |
| Louis Stokes (en)               | Démocrate             | 3 janvier 1993 - 3 janvier 1999  | 103e - 105e    | Redécoupage depuis le 21e district et réélu en 1992. Réélu en 1994. Réélu en 1996. Retrait. |
| Stephanie Tubbs Jones           | Démocrate             | 3 janvier 1999 - 20 août 2008    | 106e - 110e    | Élue en 1998. Réélue en 2000. Réélue en 2002. Réélue en 2004. Réélue en 2006. Décès. |
| Vacant                          | Vacant                | 20 août 2008 - 18 novembre 2008  | 110e           | |
| Marcia Fudge                    | Démocrate             | 18 novembre 2008 - 10 mars 2021  | 110e - 117e    | Élue pour terminer le mandat de Jones. Réélue en 2008. Réélue en 2010. Réélue en 2012. Réélue en 2014. Réélue en 2016. Réélue en 2018. Réélue en 2020. Démissionne pour devenir Secrétaire au Logement et Développement Urbain. |
| Vacant                          | Vacant                | 10 mars 2021 - 4 novembre 2021   | 117e           | |
| Shontel Brown                   | Démocrate             | 4 novembre 2021 - Présent        | 117e - Présent | Élue pour terminer le mandat de Fudge. Réélue en 2022. Réélue en 2024. |

## Résultats des récentes élections
Voici les résultats des dix précédents cycles électoraux dans le district.

### 2004
Stephanie Tubbs Jones, la Représentante Démocrate sortante s'est présentée sans opposition.

## Frontières historiques du district

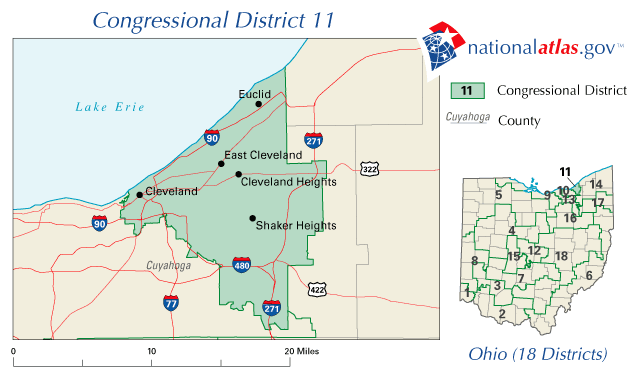
2003 - 2013

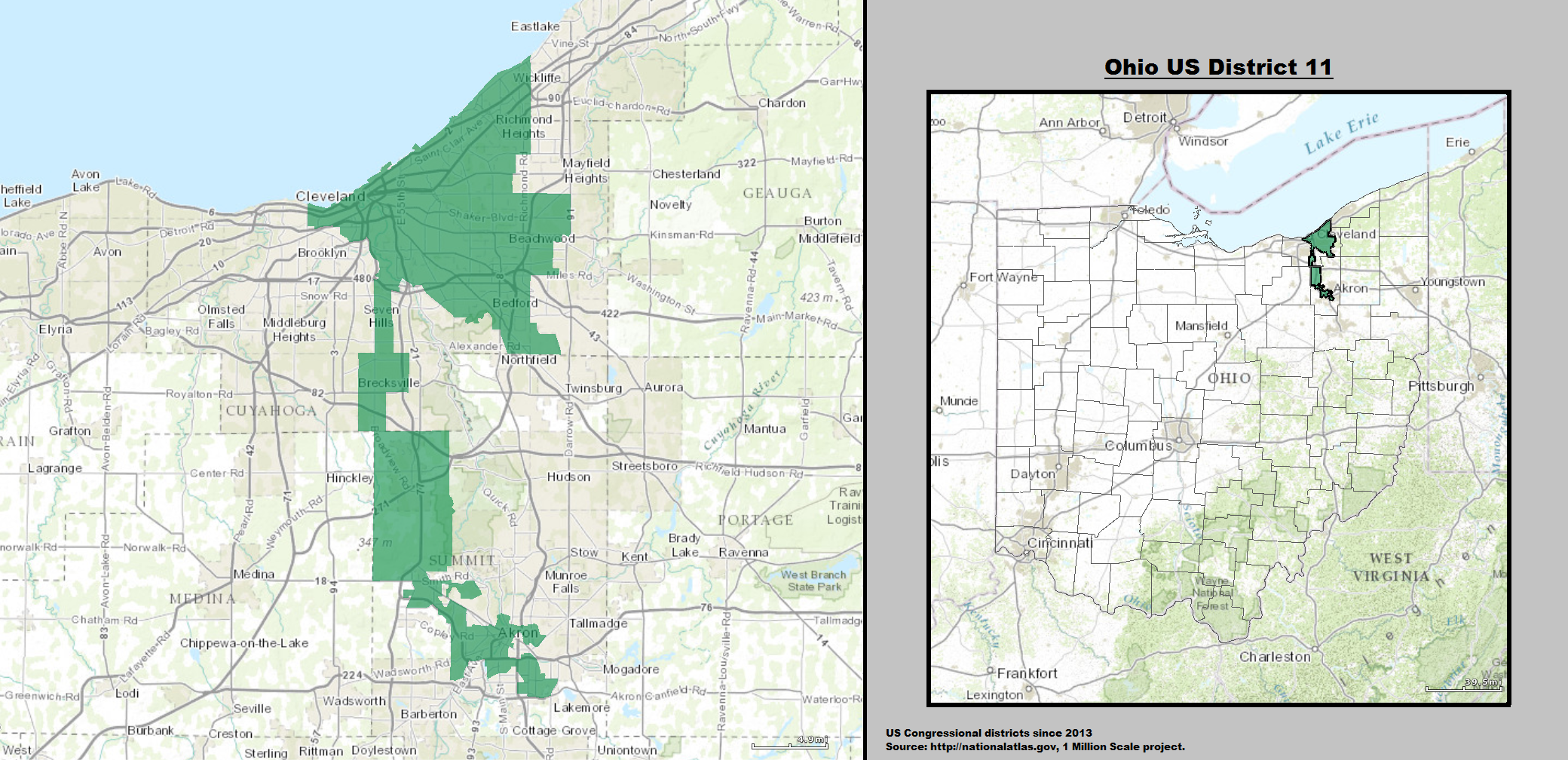
2013 - 2023

### 2006
| Élection de 2006 du 11e district congressionnel de l'Ohio | Élection de 2006 du 11e district congressionnel de l'Ohio | Élection de 2006 du 11e district congressionnel de l'Ohio | Élection de 2006 du 11e district congressionnel de l'Ohio | Élection de 2006 du 11e district congressionnel de l'Ohio |
| --------------------------------------------------------- | --------------------------------------------------------- | --------------------------------------------------------- | --------------------------------------------------------- | --------------------------------------------------------- |
| Parti                                                     | Parti                                                     | Candidat                                                  | Votes                                                     | %                                                         |
|                                                           | Démocrate                                                 | Stephanie Tubbs Jones (sortante)                          | 146 799                                                   | 83,4                                                      |
|                                                           | Républicain                                               | Lindsey N. String                                         | 29 125                                                    | 16,6                                                      |
| Total des votes                                           | Total des votes                                           | Total des votes                                           | 175 924                                                   | 100 %                                                     |
|                                                           | Les Démocrates conservent                                 |                                                           |                                                           |                                                           |

### 2008
| Élection de 2008 du 11e district congressionnel de l'Ohio | Élection de 2008 du 11e district congressionnel de l'Ohio | Élection de 2008 du 11e district congressionnel de l'Ohio | Élection de 2008 du 11e district congressionnel de l'Ohio | Élection de 2008 du 11e district congressionnel de l'Ohio |
| --------------------------------------------------------- | --------------------------------------------------------- | --------------------------------------------------------- | --------------------------------------------------------- | --------------------------------------------------------- |
| Parti                                                     | Parti                                                     | Candidat                                                  | Votes                                                     | %                                                         |
|                                                           | Démocrate                                                 | Marcia Fudge                                              | 212 667                                                   | 85,2                                                      |
|                                                           | Républicain                                               | Thomas Pekarek                                            | 36 708                                                    | 14,7                                                      |
|                                                           | Indépendant                                               | Craig E. Willis (write-in)                                | 144                                                       | 0,1                                                       |
|                                                           | Indépendant                                               | Eric Johnson                                              | 23                                                        | 0,0                                                       |
| Total des votes                                           | Total des votes                                           | Total des votes                                           | 249 542                                                   | 100 %                                                     |
|                                                           | Les Démocrates conservent                                 |                                                           |                                                           |                                                           |

### 2010
| Élection de 2010 du 11e district congressionnel de l'Ohio | Élection de 2010 du 11e district congressionnel de l'Ohio | Élection de 2010 du 11e district congressionnel de l'Ohio | Élection de 2010 du 11e district congressionnel de l'Ohio | Élection de 2010 du 11e district congressionnel de l'Ohio |
| --------------------------------------------------------- | --------------------------------------------------------- | --------------------------------------------------------- | --------------------------------------------------------- | --------------------------------------------------------- |
| Parti                                                     | Parti                                                     | Candidat                                                  | Votes                                                     | %                                                         |
|                                                           | Démocrate                                                 | Marcia Fudge (sortante)                                   | 139 693                                                   | 82,9                                                      |
|                                                           | Républicain                                               | Thomas Pekarek                                            | 28 754                                                    | 17,1                                                      |
| Total des votes                                           | Total des votes                                           | Total des votes                                           | 168 447                                                   | 100 %                                                     |
|                                                           | Les Démocrates conservent                                 |                                                           |                                                           |                                                           |

### 2012
| Élection de 2012 du 11e district congressionnel de l'Ohio | Élection de 2012 du 11e district congressionnel de l'Ohio | Élection de 2012 du 11e district congressionnel de l'Ohio | Élection de 2012 du 11e district congressionnel de l'Ohio | Élection de 2012 du 11e district congressionnel de l'Ohio |
| --------------------------------------------------------- | --------------------------------------------------------- | --------------------------------------------------------- | --------------------------------------------------------- | --------------------------------------------------------- |
| Parti                                                     | Parti                                                     | Candidat                                                  | Votes                                                     | %                                                         |
|                                                           | Démocrate                                                 | Marcia Fudge (sortante)                                   | 258 359                                                   | 100 %                                                     |
|                                                           | Les Démocrates conservent                                 |                                                           |                                                           |                                                           |

### 2014
| Élection de 2010 du 11e district congressionnel de l'Ohio | Élection de 2010 du 11e district congressionnel de l'Ohio | Élection de 2010 du 11e district congressionnel de l'Ohio | Élection de 2010 du 11e district congressionnel de l'Ohio | Élection de 2010 du 11e district congressionnel de l'Ohio |
| --------------------------------------------------------- | --------------------------------------------------------- | --------------------------------------------------------- | --------------------------------------------------------- | --------------------------------------------------------- |
| Parti                                                     | Parti                                                     | Candidat                                                  | Votes                                                     | %                                                         |
|                                                           | Démocrate                                                 | Marcia Fudge (sortante)                                   | 137 105                                                   | 79,5                                                      |
|                                                           | Républicain                                               | Mark Zetzer                                               | 35 461                                                    | 20,5                                                      |
| Total des votes                                           | Total des votes                                           | Total des votes                                           | 172 566                                                   | 100 %                                                     |
|                                                           | Les Démocrates conservent                                 |                                                           |                                                           |                                                           |

### 2016
| Élection de 2016 du 11e district congressionnel de l'Ohio | Élection de 2016 du 11e district congressionnel de l'Ohio | Élection de 2016 du 11e district congressionnel de l'Ohio | Élection de 2016 du 11e district congressionnel de l'Ohio | Élection de 2016 du 11e district congressionnel de l'Ohio |
| --------------------------------------------------------- | --------------------------------------------------------- | --------------------------------------------------------- | --------------------------------------------------------- | --------------------------------------------------------- |
| Parti                                                     | Parti                                                     | Candidat                                                  | Votes                                                     | %                                                         |
|                                                           | Démocrate                                                 | Marcia Fudge (sortante)                                   | 242 917                                                   | 80,3                                                      |
|                                                           | Républicain                                               | Beverly Goldstein                                         | 59 769                                                    | 19,7                                                      |
| Total des votes                                           | Total des votes                                           | Total des votes                                           | 302 686                                                   | 100 %                                                     |
|                                                           | Les Démocrates conservent                                 |                                                           |                                                           |                                                           |

### 2018
| Élection de 2018 du 11e district congressionnel de l'Ohio | Élection de 2018 du 11e district congressionnel de l'Ohio | Élection de 2018 du 11e district congressionnel de l'Ohio | Élection de 2018 du 11e district congressionnel de l'Ohio | Élection de 2018 du 11e district congressionnel de l'Ohio |
| --------------------------------------------------------- | --------------------------------------------------------- | --------------------------------------------------------- | --------------------------------------------------------- | --------------------------------------------------------- |
| Parti                                                     | Parti                                                     | Candidat                                                  | Votes                                                     | %                                                         |
|                                                           | Démocrate                                                 | Marcia Fudge (sortante)                                   | 206 138                                                   | 82,2                                                      |
|                                                           | Républicain                                               | Beverly Goldstein                                         | 44 486                                                    | 17,7                                                      |
|                                                           | Write-In                                                  | Write-In                                                  | 36                                                        | 0,0                                                       |
| Total des votes                                           | Total des votes                                           | Total des votes                                           | 250 660                                                   | 100 %                                                     |
|                                                           | Les Démocrates conservent                                 |                                                           |                                                           |                                                           |

### 2020
| Élection de 2020 du 11e district congressionnel de l'Ohio | Élection de 2020 du 11e district congressionnel de l'Ohio | Élection de 2020 du 11e district congressionnel de l'Ohio | Élection de 2020 du 11e district congressionnel de l'Ohio | Élection de 2020 du 11e district congressionnel de l'Ohio |
| --------------------------------------------------------- | --------------------------------------------------------- | --------------------------------------------------------- | --------------------------------------------------------- | --------------------------------------------------------- |
| Parti                                                     | Parti                                                     | Candidat                                                  | Votes                                                     | %                                                         |
|                                                           | Démocrate                                                 | Marcia Fudge (sortante)                                   | 242 098                                                   | 80,1                                                      |
|                                                           | Républicain                                               | Laverne Gore                                              | 650 323                                                   | 19,9                                                      |
| Total des votes                                           | Total des votes                                           | Total des votes                                           | 302 421                                                   | 100 %                                                     |
|                                                           | Les Démocrates conservent                                 |                                                           |                                                           |                                                           |

### 2022
| Élection de 2022 du 11e district congressionnel de l'Ohio | Élection de 2022 du 11e district congressionnel de l'Ohio | Élection de 2022 du 11e district congressionnel de l'Ohio | Élection de 2022 du 11e district congressionnel de l'Ohio | Élection de 2022 du 11e district congressionnel de l'Ohio |
| --------------------------------------------------------- | --------------------------------------------------------- | --------------------------------------------------------- | --------------------------------------------------------- | --------------------------------------------------------- |
| Parti                                                     | Parti                                                     | Candidat                                                  | Votes                                                     | %                                                         |
|                                                           | Démocrate                                                 | Marcia Fudge (sortante)                                   | 242 098                                                   | 80,1                                                      |
|                                                           | Républicain                                               | Laverne Gore                                              | 650 323                                                   | 19,9                                                      |
| Total des votes                                           | Total des votes                                           | Total des votes                                           | 302 421                                                   | 100 %                                                     |
|                                                           | Les Démocrates conservent                                 |                                                           |                                                           |                                                           |

### 2021 (Spéciale)
| Élection Spéciale de 2021 du 11e district congressionnel de l'Ohio | Élection Spéciale de 2021 du 11e district congressionnel de l'Ohio | Élection Spéciale de 2021 du 11e district congressionnel de l'Ohio | Élection Spéciale de 2021 du 11e district congressionnel de l'Ohio | Élection Spéciale de 2021 du 11e district congressionnel de l'Ohio |
| ------------------------------------------------------------------ | ------------------------------------------------------------------ | ------------------------------------------------------------------ | ------------------------------------------------------------------ | ------------------------------------------------------------------ |
| Parti                                                              | Parti                                                              | Candidat                                                           | Votes                                                              | %                                                                  |
|                                                                    | Démocrate                                                          | Shontel Brown                                                      | 82 913                                                             | 78,9                                                               |
|                                                                    | Républicain                                                        | Laverne Gore                                                       | 22 198                                                             | 21,1                                                               |
| Total des votes                                                    | Total des votes                                                    | Total des votes                                                    | 105 111                                                            | 100 %                                                              |
|                                                                    | Les Démocrates conservent                                          |                                                                    |                                                                    |                                                                    |

### 2022
| Primaire Démocrate de 2022 du 11e district congressionnel de l'Ohio | Primaire Démocrate de 2022 du 11e district congressionnel de l'Ohio | Primaire Démocrate de 2022 du 11e district congressionnel de l'Ohio | Primaire Démocrate de 2022 du 11e district congressionnel de l'Ohio | Primaire Démocrate de 2022 du 11e district congressionnel de l'Ohio |
| ------------------------------------------------------------------- | ------------------------------------------------------------------- | ------------------------------------------------------------------- | ------------------------------------------------------------------- | ------------------------------------------------------------------- |
| Parti                                                               | Parti                                                               | Candidat                                                            | Votes                                                               | %                                                                   |
|                                                                     | Démocrate                                                           | Shontel Brown (sortante)                                            | 44 841                                                              | 66,3                                                                |
|                                                                     | Démocrate                                                           | Nina Turner                                                         | 22 830                                                              | 33,7                                                                |

| Primaire Républicaine de 2022 du 11e district congressionnel de l'Ohio | Primaire Républicaine de 2022 du 11e district congressionnel de l'Ohio | Primaire Républicaine de 2022 du 11e district congressionnel de l'Ohio | Primaire Républicaine de 2022 du 11e district congressionnel de l'Ohio | Primaire Républicaine de 2022 du 11e district congressionnel de l'Ohio |
| ---------------------------------------------------------------------- | ---------------------------------------------------------------------- | ---------------------------------------------------------------------- | ---------------------------------------------------------------------- | ---------------------------------------------------------------------- |
| Parti                                                                  | Parti                                                                  | Candidat                                                               | Votes                                                                  | %                                                                      |
|                                                                        | Républicain                                                            | Eric Brewer                                                            | 8 240                                                                  | 57,6                                                                   |
|                                                                        | Républicain                                                            | James Hemphill                                                         | 6 062                                                                  | 42,4                                                                   |

| Élection de 2022 du 11e district congressionnel de l'Ohio | Élection de 2022 du 11e district congressionnel de l'Ohio | Élection de 2022 du 11e district congressionnel de l'Ohio | Élection de 2022 du 11e district congressionnel de l'Ohio | Élection de 2022 du 11e district congressionnel de l'Ohio |
| --------------------------------------------------------- | --------------------------------------------------------- | --------------------------------------------------------- | --------------------------------------------------------- | --------------------------------------------------------- |
| Parti                                                     | Parti                                                     | Candidat                                                  | Votes                                                     | %                                                         |
|                                                           | Démocrate                                                 | Shontel Brown (sortante)                                  | 167 722                                                   | 77,8                                                      |
|                                                           | Républicain                                               | Eric Brewer                                               | 47 988                                                    | 22,2                                                      |
| Total des votes                                           | Total des votes                                           | Total des votes                                           | 215 710                                                   | 100 %                                                     |
|                                                           | Les Démocrates conservent                                 |                                                           |                                                           |                                                           |

### 2024
| Primaire Démocrate de 2024 du 11e district congressionnel de l'Ohio | Primaire Démocrate de 2024 du 11e district congressionnel de l'Ohio | Primaire Démocrate de 2024 du 11e district congressionnel de l'Ohio | Primaire Démocrate de 2024 du 11e district congressionnel de l'Ohio | Primaire Démocrate de 2024 du 11e district congressionnel de l'Ohio |
| ------------------------------------------------------------------- | ------------------------------------------------------------------- | ------------------------------------------------------------------- | ------------------------------------------------------------------- | ------------------------------------------------------------------- |
| Parti                                                               | Parti                                                               | Candidat                                                            | Votes                                                               | %                                                                   |
|                                                                     | Démocrate                                                           | Shontel Brown (sortante)                                            | 44 841                                                              | 66,3                                                                |

| Primaire Républicaine de 2024 du 11e district congressionnel de l'Ohio | Primaire Républicaine de 2024 du 11e district congressionnel de l'Ohio | Primaire Républicaine de 2024 du 11e district congressionnel de l'Ohio | Primaire Républicaine de 2024 du 11e district congressionnel de l'Ohio | Primaire Républicaine de 2024 du 11e district congressionnel de l'Ohio |
| ---------------------------------------------------------------------- | ---------------------------------------------------------------------- | ---------------------------------------------------------------------- | ---------------------------------------------------------------------- | ---------------------------------------------------------------------- |
| Parti                                                                  | Parti                                                                  | Candidat                                                               | Votes                                                                  | %                                                                      |
|                                                                        | Républicain                                                            | Alan Rapoport                                                          | 8 385                                                                  | 56,8                                                                   |
|                                                                        | Républicain                                                            | James Hemphill                                                         | 3 350                                                                  | 22,7                                                                   |
|                                                                        | Républicain                                                            | Landry Simmons Jr.                                                     | 3 024                                                                  | 20,5                                                                   |

| Élection de 2024 du 11e district congressionnel de l'Ohio | Élection de 2024 du 11e district congressionnel de l'Ohio | Élection de 2024 du 11e district congressionnel de l'Ohio | Élection de 2024 du 11e district congressionnel de l'Ohio | Élection de 2024 du 11e district congressionnel de l'Ohio |
| --------------------------------------------------------- | --------------------------------------------------------- | --------------------------------------------------------- | --------------------------------------------------------- | --------------------------------------------------------- |
| Parti                                                     | Parti                                                     | Candidat                                                  | Votes                                                     | %                                                         |
|                                                           | Démocrate                                                 | Shontel Brown (sortante)                                  | 236 883                                                   | 78,33                                                     |
|                                                           | Républicain                                               | Alan Rapoport                                             | 59 394                                                    | 19,64                                                     |
|                                                           | Indépendant                                               | Sean Freeman                                              | 6 107                                                     | 2,02                                                      |
|                                                           | Indépendant                                               | Tracy DeForde (write-in)                                  | 27                                                        | 0,01                                                      |
|                                                           | Indépendant                                               | Christopher Zelonish (write-in)                           | 2                                                         | 0,00                                                      |
| Total des votes                                           | Total des votes                                           | Total des votes                                           | 302 413                                                   | 100 %                                                     |
|                                                           | Les Démocrates conservent                                 |                                                           |                                                           |                                                           |